# Amerikanischer Erdbeerbaum

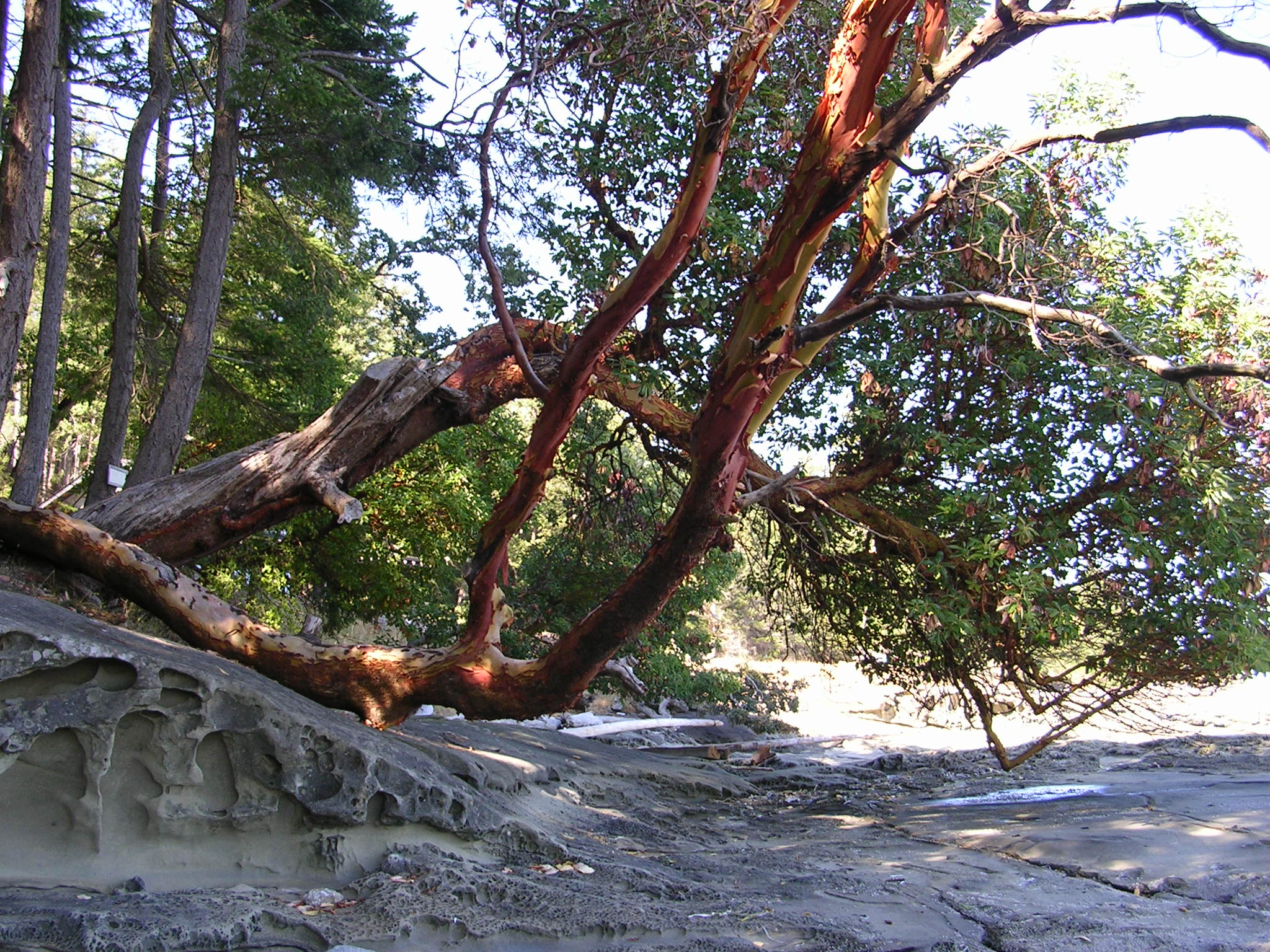
Arbutus menziesii auf Gabriola Island

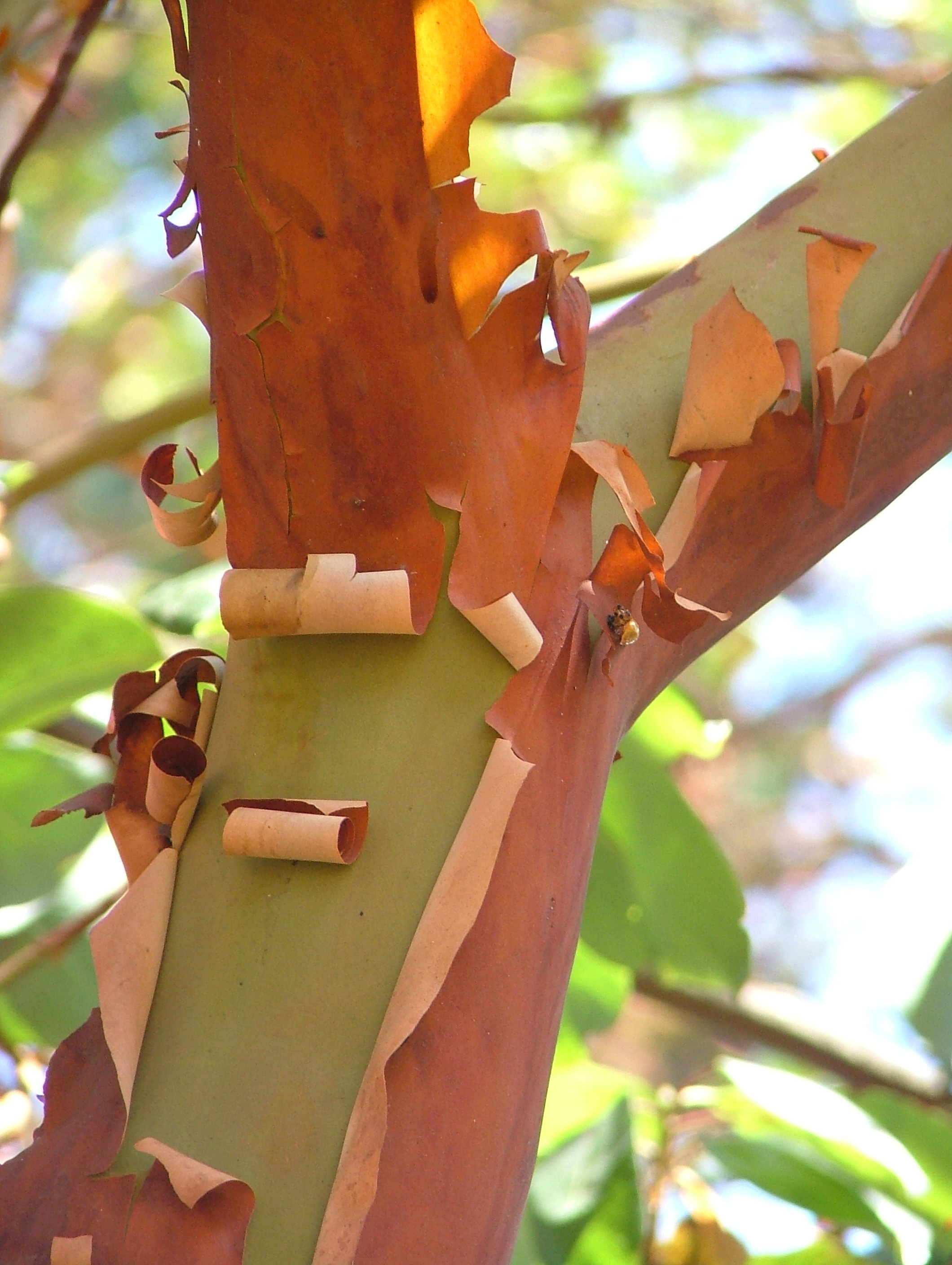
Sich abblösende äußere Rindenschicht

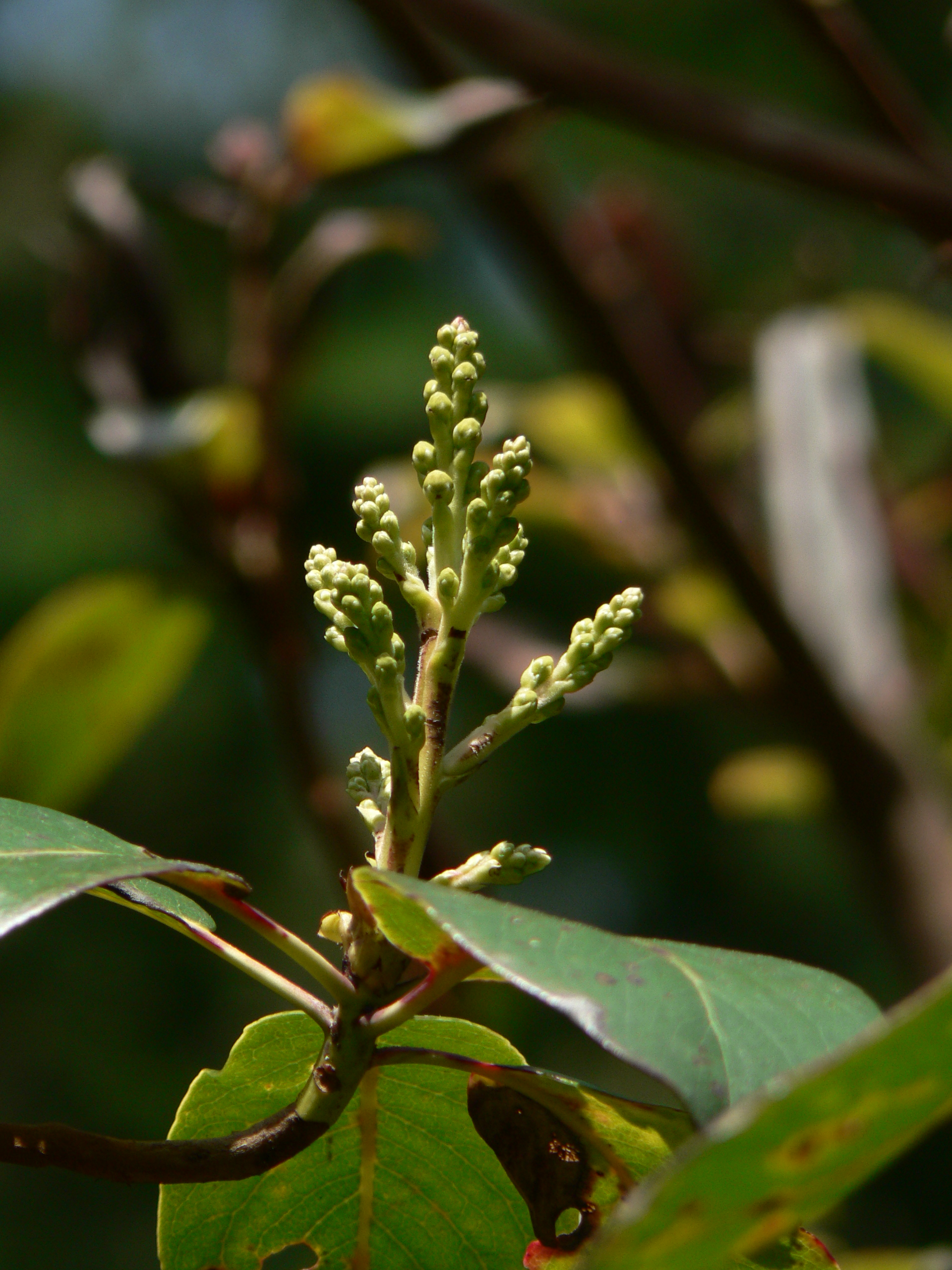
Blütenstand mit Knospen

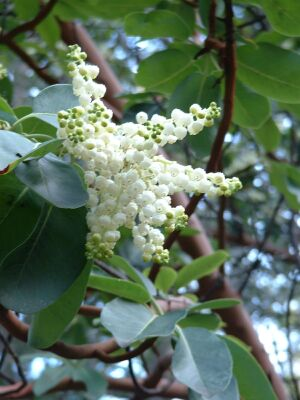
Blütenstand

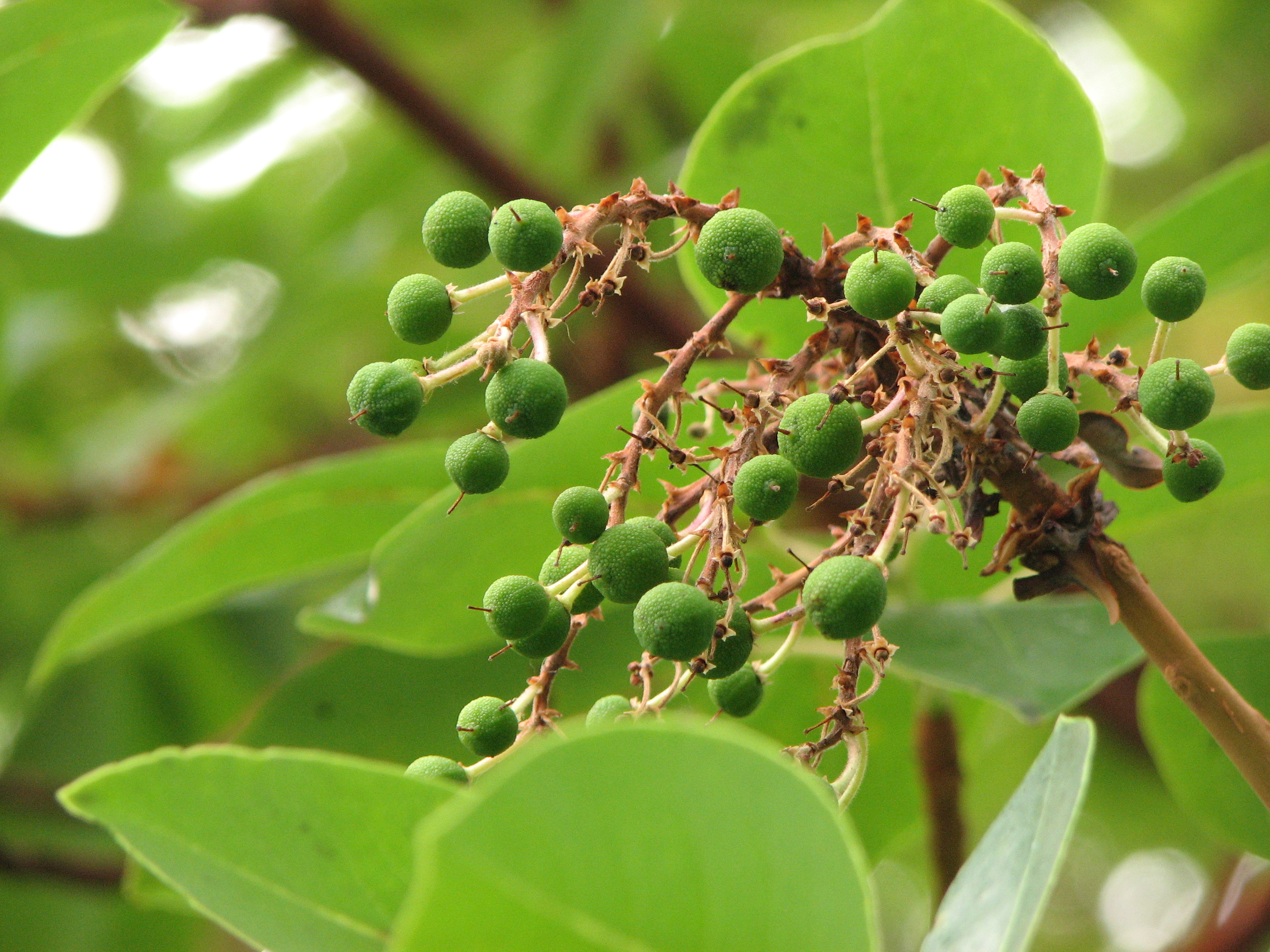
Früchte

Der Amerikanische Erdbeerbaum (Arbutus menziesii) ist eine Pflanzenart der Gattung der Erdbeerbäume und einer der wenigen Laubbäume des amerikanischen Nordwestens. Kennzeichnend sind die leuchtend rotbraune, abblätternde Rinde und die ledrigen, glänzend grünen Blätter, die sich im Frühsommer purpurrot verfärben. Ein Höchstalter zwischen 200 und 250 Jahre ist mehrfach nachgewiesen worden, besonders starke Bäume schätzt man als doppelt so alt ein.

## Beschreibung

### Vegetative Merkmale
Es handelt sich um einen immergrünen Baum, der eine Höhe von 7 bis 40 Meter und Stammdurchmesser von 15 bis 150 Zentimeter (BHD) erreicht, unter ungünstigen Bedingungen aber strauchförmig bleibt. Der Stamm wächst meist nicht gerade, kreisrunde Stammquerschnitte sind selten. Oft entspringen der Stammbasis zahlreiche Schösslinge. Junge Bäume haben gleichmäßig geformte, ovale Kronen, kennzeichnend für die Art sind jedoch die unregelmäßig geformten, weit ausladenden Kronen der Altbäume.

### Wurzeln
Ein Kennzeichen der Art ist die Ausbildung eines Herzwurzelsystems, ältere Bäume besitzen Wurzelstöcke von bis zu 1,5 Meter Durchmesser. Die Seitenwurzeln sind kräftig und breiten sich stark vertikal und horizontal aus. Wie andere Erdbeerbäume bildet der Amerikanische Erdbeerbaum Ektomykorrhizen mit kennzeichnendem Hartig'schen Netz.

### Rinde und Holz
Die Rinde ist zu Beginn glatt und tiefrot und beginnt sich im Herbst des ersten Jahres in dünnen Schichten abzulösen. Die darunterliegende Rindenschicht ist anfangs blassgrün und verfärbt sich später dunkelbraun, löst sich jedoch nicht ab, sondern bildet annähernd quadratische Schuppen. Das Holz ist schwer und hart mit hellbraunen bis rötlichem Kern und einem schmalen, hell gefärbten Splint. Die Rohdichte beträgt etwa 0,8 g/cm3.

### Knospen, Triebe und Blätter
Die hellbraunen Winterknospen sind etwa 8 Millimeter lang, hellbraun und zeigen zahlreiche eiförmige, etwas bewimperte Knospenschuppen, dabei können einige mit bis zu 37 Millimeter deutlich länger werden. Die jungen Triebe sind kahl und von einer glatten, orangefarbenen Rinde bedeckt, die sich später schuppig ablöst. Die Blätter sind ledrig, meist ganzrandig und länglich-eiförmig. Blätter an kräftigen Trieben oder an Stockausschlägen können auch gesägt sein. Die Oberseite ist glänzend dunkelgrün, die Unterseite blassgrün. Ausgewachsene Blätter sind 7,5 bis 12,5 Zentimeter lang und 3 bis 7 Zentimeter breit. Sie haben eine starke, blassgrüne Mittelrippe, die Spreite ist an der Basis leicht herzförmig, keilförmig oder abgerundet, die Spreitenspitze ist abgerundet oder zugespitzt. Der Blattstiel ist 12 bis 25 Millimeter lang und rinnig vertieft. Junge Blätter sind hellgrün, die Blattunterseite oft auch rosa gefärbt. Die Blätter bleiben bis zum Frühsommer des zweiten Jahres am Baum, färben sich dann orange bis leuchtend rot und fallen im Juni und Juli ab.

### Blüten und Früchte
Der Amerikanische Erdbeerbaum blüht abhängig von den Umweltbedingungen von Mitte März bis Mitte Mai. Er bildet 12,5 Zentimeter lange und etwa gleich breite, ährenförmige, behaarte Blütenstände aus kleinen, weißen, zwittrigen Blüten. Die Einzelblüte ist 8 Millimeter lang und kurz gestielt. Sie entspringt der Achsel eines bewimperten Tragblatts. Der kleine Kelch ist tief fünfzähnig, die fünflappige Blütenkrone ist glockenförmig verwachsen. Der Fruchtknoten ist kahl, die Narbe ist fünflappig, die zehn freien Staubblätter sind kürzer als die Kronblätter.
Die Früchte werden zwischen Mitte September und Mitte Oktober reif und können bis zum Dezember am Baum bleiben. Sie sind runde bis birnenförmige Beeren mit Durchmesser von 8 bis 12 Millimeter. Reife Beeren sind rosafarben bis orangerot. Das dünne Exokarp ist drüsenreich und warzig. Sie enthalten 2 bis 37 mit Mittel 20 dunkelbraune Samen in fünf Fruchtfächern. Pro Baum werden bis zu 100.000 Beeren gebildet, 5.000 getrocknete Früchte wiegen etwa 1 Kilogramm, die Tausendkornmasse der Samen liegt zwischen 1,5 und 2,5 Gramm. Der Amerikanische Erdbeerbaum trägt etwa nach drei bis fünf Jahren zum ersten Mal Früchte, Jahre mit wenigen oder keinen Früchten wiederholen sich etwa alle zehn Jahre. Die Früchte werden von Vögeln, Nagern und Maultierhirschen verbreitet, besonders wichtig für die Verbreitung sind Wildtauben. Die Samen keimen epigäisch.

### Chromosomenzahl
Die Chromosomenzahl beträgt 2n = 26.

## Verbreitung und Standortansprüche
Das natürliche Verbreitungsgebiet erstreckt sich etwa 1900 Kilometer entlang der Pazifikküste der Vereinigten Staaten und des südlichen Kanadas von 32 bis 50° nördlicher geographischer Breite. Die nördliche Grenze verläuft durch Vancouver Island und das benachbarte Festland, die südliche Grenze bei San Diego in Kalifornien. Ostwärts dringt die Art bis zu den Westhängen der Sierra Nevada bis auf Höhen von 800 bis 1300 Meter vor. Die Obergrenze erreicht sie in den Klamath Mountains bei 1435 Metern Seehöhe.
Das Verbreitungsgebiet des Amerikanischen Erdbeerbaums ist gekennzeichnet durch ein mildes, wolkenreiches Küstenklima mit mittleren Januar-Temperaturen zwischen 2 und 8 °C und mittleren Juli-Temperaturen zwischen 10 und 20 °C. Im Verbreitungsgebiet treten Temperaturen zwischen etwa −20 °C und 45 °C auf, durch strenge Fröste wird die Art geschädigt. Die Jahresniederschläge schwanken zwischen etwa 800 und 3000 Millimeter, etwa drei Viertel davon fallen von Oktober bis März meist als Regen. Die Art ist widerstandsfähig gegen Trockenheit. Sie besiedelt meist schwach saure Böden unterschiedlicher Herkunft, so vulkanische Tuffe, Sedimentgesteine und diluviale Sande. Besiedelt werden Lehme, Tone, grobe und kiesige Sande und flachgründige Böden.

## Ökologie

### Bestäubung
Die Bestäubung erfolgt durch Bienen. Kolibris nehmen auch an den Blüten Nahrung auf und könnten ebenfalls zur Bestäubung beitragen.

### Gemeinschaft
Die Art tritt meist in küstennahen Wäldern einzeln oder gruppenweise auf, Reinbestände sind selten. Im Norden kommt sie gemeinsam mit der Douglasie (Pseudotsuga menziesii), der Westamerikanischen Hemlocktanne (Tsuga heterophylla), der Rot-Erle (Alnus rubra), dem Oregon-Ahorn (Acer macrophyllum) und der Kalifornischen Schwarzeiche (Quercus kelloggii) vor.  Im Süden gedeiht sie zusammen mit Douglasie, der Gelb-Kiefer (Pinus ponderosa), der Zucker-Kiefer (Pinus lambertiana), Pinus attenuata, der Kalifornischen Schwarzeiche (Quercus kelloggii) und Lithocarpus densiflorus.

### Mykorrhiza-Symbiose
Der Amerikanische Erdbeerbaum geht eine Mykorrhiza-Symbiose mit einer großen Zahl von Pilzarten ein. Unter Laborbedingungen mit dem Fliegenpilz (Amanita muscaria), mit dem Kahlen Krempling (Paxillus involutus), dem Gemeinen Erbsenstreuling (Pisolithus arhizus), dem Hohlfußröhrling (Suillus cavipes) und dem Röhrenpilz Rhizopogon vinicolor. In Nordkalifornien fand man Symbiosen mit Lyophyllum-Arten und Cenococcum geophilum.

## Etymologie
Der Gattungsname Arbutus stammt aus dem Lateinischen und wird unter anderen von Varro in seinem Werk Rerum Rusticarum de Agri Cultura, von Lukrez im De rerum natura , in Vergils Georgica und in den Carmina von Horaz erwähnt. Das  Artepitheton menziesii verweist auf den schottischen Gärtner und Pflanzensammler Archibald Menzies (1754–1842), der George Vancouver auf seinen Reisen in den Nordwesten Amerikas begleitete. Nach ihm ist auch die Douglasie (Pseudotsuga menziesii) benannt.
Der englische Name Madrone geht auf den Botaniker und spanischen Missionar Juan Crespe zurück, der 1769 an einer spanischen Expedition teilnahm. Er erkannte die enge Verwandtschaft der Art mit dem mediterranen Westlichen Erdbeerbaum  (Arbutus unedo), der auf Spanisch Madroño heißt.

## Verwendung
Der Amerikanische Erdbeerbaum wird forstwirtschaftlich kaum genutzt. Lange gerade Stämme werden zu Furnieren (Madrona) für Möbel verarbeitet, sie werden zur Dielung oder als Paneele verwendet. Krumme Stämme dienen als Brennholz. Das Holz eignet sich zum Drechseln, und da es geruchsfrei ist als Material für Gefäße zum Aufbewahren von Lebensmitteln. Früher lieferte das Holz eine hochwertige Holzkohle zur Herstellung von Schießpulver, und die an Tanninen reiche Rinde diente zum Gerben von Leder. Die Früchte wurden von kalifornischen Indianern roh und gekocht verzehrt.

## Nachweise
- Schütt, Weisgerber, Schuck, Lang, Stimm, Roloff: Enzyklopädie der Laubbäume. Nikol, Hamburg 2006, ISBN 3-937872-39-6
- Sonja L. Reeves: Arbutus menziesii. In: Fire Effects Information System. U.S. Department of Agriculture, 2007, abgerufen am 21. September 2008 (englisch).